# Chapelle Saint-Antoine-et-Sainte-Françoise de Corlay
La chapelle Saint-Antoine-et-Sainte-Françoise de Corlay est une chapelle située sur le territoire de la commune de Nanton dans le département français de Saône-et-Loire et la région Bourgogne-Franche-Comté.

## Historique
Elle fait l'objet d'une inscription au titre des monuments historiques depuis le 4 juillet 1942.